# GFC Ajaccio VB
GFC Ajaccio VB (Gazélec Football Club Ajaccio Volley-Ball) – francuski męski klub siatkarski, powstały w 1967 r. w Ajaccio.

## Bilans sezonów
| Sezon     | Rozgrywki ligowe | Rozgrywki ligowe | Puchar Francji | Puchary europejskie      |
| Sezon     | Poziom           | Miejsce          | Puchar Francji | Puchary europejskie      |
| --------- | ---------------- | ---------------- | -------------- | ------------------------ |
| 1997/1998 | Pro A            | 9. miejsce       |                |                          |
| 1998/1999 | Pro A            | 10. miejsce      |                |                          |
| 1999/2000 | Pro A            | 11. miejsce      |                |                          |
| 2000/2001 | Pro A            | 12. miejsce      | ćwierćfinał    |                          |
| 2001/2002 | Pro A            | 10. miejsce      | 1/8 finału     |                          |
| 2002/2003 | Pro A            | 10. miejsce      | 1/8 finału     |                          |
| 2003/2004 | Pro A            | 9. miejsce       | ćwierćfinał    |                          |
| 2004/2005 | Pro A            | 12. miejsce      | 1/8 finału     |                          |
| 2005/2006 | Pro A            | 14. miejsce      |                |                          |
| 2006/2007 | Pro B            | 3. miejsce       |                |                          |
| 2007/2008 | Pro A            | 14. miejsce      | 1/8 finału     |                          |
| 2008/2009 | Pro B            | 1. miejsce       |                |                          |
| 2009/2010 | Ligue A          | 13. miejsce      |                |                          |
| 2010/2011 | Ligue A          | 11. miejsce      | 1/16 finału    |                          |
| 2011/2012 | Ligue A          | 12. miejsce      | półfinał       |                          |
| 2012/2013 | Ligue A          | 10. miejsce      | 1/16 finału    |                          |
| 2013/2014 | Ligue A          | 3. miejsce       | 1/8 finału     |                          |
| 2014/2015 | Ligue A          | 6. miejsce       | 1/8 finału     | Puchar CEV - 1/8 finału  |
| 2015/2016 | Ligue A          | 4. miejsce       | 1. miejsce     |                          |
| 2016/2017 | Ligue A          | 3. miejsce       | 1. miejsce     | Puchar CEV - ćwierćfinał |
| 2017/2018 | Ligue A          | 4. miejsce       | 1/8 finału     | Puchar CEV - ćwierćfinał |
| 2018/2019 | Ligue A          | 3. miejsce       | 1/8 finału     | Puchar CEV - 1/16 finału |
| 2019/2020 | Ligue A          | —                | 1/8 finału     | Puchar CEV - 1/4 finału  |
| 2020/2021 | Ligue A          | 14. miejsce      |                |                          |

Poziom rozgrywek:
     pierwszy poziom
     drugi poziom

## Sukcesy
Puchar Francji:
- 2016[3], 2017[4]

Superpuchar Francji:
- 2016[5]

## Kadra

### Sezon 2019/2020[6]
| Nr | Imię i nazwisko        | Data ur. | Wzrost | Pozycja      |
| -- | ---------------------- | -------- | ------ | ------------ |
| 3  | Philipp Kroiss         | 1988     | 184    | libero       |
| 4  | Clément Moracchini     | 2000     | 186    | rozgrywający |
| 5  | Arvydas Mišeikis       | 1987     | 201    | atakujący    |
| 7  | Gilles Lomba           | 1997     | 194    | przyjmujący  |
| 8  | Ludovic Castard        | 1983     | 195    | przyjmujący  |
| 9  | Axel Truhtchev         | 1995     | 196    | przyjmujący  |
| 10 | Wassim Ben Tara        | 1996     | 203    | atakujący    |
| 11 | Dejan Radić            | 1984     | 201    | środkowy     |
| 12 | Thiebault Bruckert     | 1991     | 198    | środkowy     |
| 14 | Aleksandar Milivojević | 1983     | 197    | przyjmujący  |
| 15 | Maxime Roatta          | 1999     | 201    | środkowy     |
| 16 | Paolo Aria             | 2001     | 195    | atakujący    |
| 17 | Yoann Jaumel           | 1987     | 181    | rozgrywający |

### Sezon 2018/2019[7]
| Nr | Imię i nazwisko       | Data ur. | Wzrost | Pozycja      |
| -- | --------------------- | -------- | ------ | ------------ |
| 1  | Jean-François Exiga   | 1982     | 176    | libero       |
| 2  | David Guelle          | 1991     | 198    | rozgrywający |
| 5  | Brett Dailey          | 1983     | 200    | środkowy     |
| 6  | Milan Pepić           | 1984     | 198    | atakujący    |
| 8  | Ludovic Castard       | 1983     | 195    | przyjmujący  |
| 9  | Timothée Carle        | 1995     | 195    | przyjmujący  |
| 10 | Nicolás Méndez        | 1992     | 191    | przyjmujący  |
| 11 | Dejan Radić           | 1984     | 201    | środkowy     |
| 12 | Thiebault Bruckert    | 1991     | 198    | środkowy     |
| 13 | Pierre Pujol          | 1984     | 190    | rozgrywający |
| 14 | Luka Šuljagić         | 1986     | 208    | środkowy     |
| 15 | Sylvain Morgado       | 1997     | 194    | przyjmujący  |
| 16 | Thomas Douglas-Powell | 1992     | 194    | przyjmujący  |

### Sezon2017/2018[8]
| Nr | Imię i nazwisko       | Data ur. | Wzrost | Pozycja      |
| -- | --------------------- | -------- | ------ | ------------ |
| 1  | Jean-François Exiga   | 1982     | 176    | libero       |
| 2  | Toafa Takaniko        | 1985     | 192    | rozgrywający |
| 4  | Leonardo Cruz Miranda | 1982     | 200    | przyjmujący  |
| 5  | Brett Dailey          | 1983     | 200    | środkowy     |
| 6  | Florian Lacassie      | 1990     | 197    | przyjmujący  |
| 8  | Ludovic Castard       | 1983     | 195    | przyjmujący  |
| 9  | Timothée Carle        | 1995     | 195    | przyjmujący  |
| 10 | José Luis González    | 1984     | 206    | atakujący    |
| 11 | Dejan Radić           | 1984     | 201    | środkowy     |
| 12 | Thiebault Bruckert    | 1991     | 198    | środkowy     |
| 13 | Daniel Petrov         | 1991     | 192    | rozgrywający |
| 15 | Sylvain Morgado       | 1997     | 194    | przyjmujący  |
| 17 | Željko Ćorić          | 1988     | 196    | rozgrywający |

### Sezon2016/2017[9]
| Nr | Imię i nazwisko       | Data ur. | Wzrost | Pozycja      |
| -- | --------------------- | -------- | ------ | ------------ |
| 1  | Jean-François Exiga   | 1982     | 176    | libero       |
| 2  | Toafa Takaniko        | 1985     | 192    | rozgrywający |
| 3  | Maxime Bussière       | 1987     | 198    | środkowy     |
| 4  | Leonardo Cruz Miranda | 1982     | 200    | przyjmujący  |
| 5  | Brett Dailey          | 1983     | 200    | środkowy     |
| 6  | Florian Lacassie      | 1990     | 197    | przyjmujący  |
| 7  | Giorgios Petreas      | 1986     | 201    | środkowy     |
| 8  | Ludovic Castard       | 1983     | 195    | przyjmujący  |
| 9  | Filip Stoilović       | 1992     | 195    | przyjmujący  |
| 10 | Nikola Mijailović     | 1989     | 191    | przyjmujący  |
| 13 | Daniel Petrov         | 1991     | 192    | rozgrywający |
| 14 | Tommi Siirilä         | 1993     | 203    | środkowy     |
| 15 | Sylvain Morgado       | 1997     | 194    | przyjmujący  |
| 18 | Jowica Simowski       | 1982     | 195    | atakujący    |

### Sezon2015/2016
| Nr | Imię i nazwisko       | Data ur. | Wzrost | Pozycja      |
| -- | --------------------- | -------- | ------ | ------------ |
| 1  | Jean-François Exiga   | 1982     | 176    | libero       |
| 2  | Toafa Takaniko        | 1985     | 192    | rozgrywający |
| 4  | Leonardo Cruz Miranda | 1982     | 200    | przyjmujący  |
| 5  | Brett Dailey          | 1983     | 200    | środkowy     |
| 6  | Florian Lacassie      | 1990     | 197    | przyjmujący  |
| 7  | Giorgios Petreas      | 1986     | 201    | środkowy     |
| 9  | Jordan Corteggiani    | 1991     | 198    | atakujący    |
| 10 | Xavier Kapfer         | 1981     | 191    | przyjmujący  |
| 11 | Michael Andrei        | 1985     | 209    | środkowy     |
| 13 | Thomas Dereymez       | 1990     | 192    | rozgrywający |
| 15 | Sylvain Morgado       | 1997     | 194    | przyjmujący  |
| 18 | Jowica Simowski       | 1982     | 195    | atakujący    |

### Sezon2014/2015[10]
| Nr | Imię i nazwisko  | Data ur. | Wzrost | Pozycja      |
| -- | ---------------- | -------- | ------ | ------------ |
| 1  | Walentin Bratoew | 1987     | 201    | przyjmujący  |
| 2  | Maoni Talia      | 1992     | 192    | atakujący    |
| 5  | Brett Dailey     | 1983     | 200    | środkowy     |
| 6  | Florian Lacassie | 1990     | 197    | przyjmujący  |
| 7  | Giorgios Petreas | 1986     | 201    | środkowy     |
| 8  | Yoann Jaumel     | 1987     | 181    | rozgrywający |
| 9  | Stéphen Boyer    | 1996     | 196    | atakujący    |
| 12 | Rudy Verhoeff    | 1989     | 198    | środkowy     |
| 13 | Thomas Dereymez  | 1990     | 192    | rozgrywający |
| 14 | Julien Lavagne   | 1985     | 187    | libero       |
| 16 | Dustin Watten    | 1986     | 183    | libero       |
| 18 | Jowica Simowski  | 1982     | 195    | atakujący    |

### Sezon2013/2014
| Nr | Imię i nazwisko   | Data ur. | Wzrost | Pozycja      |
| -- | ----------------- | -------- | ------ | ------------ |
| 1  | Maoni Talia       | 1992     | 192    | atakujący    |
| 5  | Brett Dailey      | 1983     | 200    | środkowy     |
| 6  | Florian Lacassie  | 1990     | 197    | przyjmujący  |
| 7  | Jordan Giovannai  | 1994     | 180    | libero       |
| 8  | Yoann Jaumel      | 1987     | 181    | rozgrywający |
| 9  | Ricardo Martinez  | 1986     | 183    | rozgrywający |
| 10 | Tommy Senger      | 1982     | 204    | środkowy     |
| 11 | Michal Červeň     | 1977     | 205    | środkowy     |
| 12 | Steve Peironet    | 1985     | 183    | libero       |
| 15 | Antti Siltala     | 1984     | 193    | przyjmujący  |
| 16 | Emmanuel Ragondet | 1987     | 191    | przyjmujący  |
| 18 | Jowica Simowski   | 1982     | 195    | atakujący    |